# Mike Johanns
Michael Owen "Mike" Johanns (Osage, Iowa, 18 de junho de 1950) é um político e advogado americano, senador de Nebraska, foi governador do estado, entre 1999 e 2005, e Secretário de Agricultura dos Estados Unidos, entre 2005 e 2007. Em 4 de novembro de 2008, Johanns foi eleito para o Senado de Nebraska, tendo exercido o cargo até Janeiro de 2015. Em 2002, foi presidente da Associação de Governadores do Centro-Oeste.

## Carreira
Johanns foi conselheiro e prefeito de Lincoln, governador do Nebraska, secretário nacional de agricultura, e senador dos Estados Unidos pelo estado do Nebraska.